# 神明神社 (幸手市中)
神明神社（しんめいじんじゃ）は、埼玉県幸手市中2丁目1-5（旧地名：大字幸手字右馬之助町6249）に所在する神社である。

## 概要
この神明神社は1755年（宝暦5年）に伊勢皇大神宮の分霊を祀った神社であり、1873年（明治6年）4月より旧幸手町の村社の一つとなっていた。境内地面積は70坪となっており、祭礼は毎月27日とされている。夏まつりでは今宮大杉大明神（大杉様）の祭典で「あんばさま」と呼ばれる大杉祭りが催され、神輿が担ぎ出される。
境内社は複数あり、「稲荷大明神」・「聖徳太子堂」・「水神宮」と書かれた扁額のある社が一社、「菅谷山」と書かれた扁額のある社が一社、「成田山」と書かれた扁額のある社が一社、「今宮大杉神社」と書かれた扁額のある社が一社（鳥居あり）、それぞれ祀られている。
境内施設として、本殿（社殿）、鳥居（平成元年（1989年）10月）、助町山車蔵、神明会館、案内板、手水舎、水道、灯籠、電燈、狛犬一対、「螺不動尊」と彫られた石碑、「水神宮」と彫られた石碑、「庚申供養塔」と彫られた石碑、「神明社拝殿新築記念碑」と彫られた石碑、「辨財天」と彫られた石碑、几号高低標（英国式水準点）、広場、鉄棒、ブランコ、ベンチ、水路の暗渠、切り株、イチョウ、モチノキ、杉の木、欅の木などである。